# Transnational Institute
Transnational Institute (TNI) és un think tank internacional de polítiques progressistes. Va ser fundat el 1973 a Amsterdam i funciona com una xarxa per a acadèmics i activistes. TNI va iniciar la seva marxa com el programa internacional del Institute for Policy Studies, amb seu a Washington, DC, però actualment és un institut totalment independent.
TNI rep part del seu finançament institucional de la Samuel Rubin Foundation (Nova York). A més, els seus projectes compten amb el respatller d'una sèrie de finançadors, entre els quals hi ha organitzacions religioses, pacifistes i ecologistes, ministeris europeus d'Exteriors i Cooperació al Desenvolupament, la Comissió Europea i fundacions privades dels Estats Units i Europa.

## Programes
Els programes de TNI participen en un ampli espectre d'activitats de recerca, promoció de polítiques i generació de xarxes de la societat civil.
- El programa Regionalismes Alternatius aborda la qüestió del desenvolupament alternatiu des de la perspectiva dels moviments socials i les aliances regionals d'Àfrica, Àsia i Amèrica Llatina. El programa facilita intercanvis interregionals Sud-Sud i Sud-Nord a través d'una sèrie de Diàlegs dels Pobles.
- El programa Drogues i Democràcia analitza les tendències mundials de les polítiques de drogues i fomenta un enfocament pragmàtic enfront de les drogues il·lícites basat en els principis de reducció dels danys. El programa treballa sobre les drogues i els conflictes a la zona andina i amazònica, Afganistan i Myanmar, i estudia les connexions entre les drogues il·legals i altres problemes més generals com la desmilitarització, la democratització, la sanitat pública i la reducció de la pobresa. Aquestes anàlisis es reflecteixen en la seva labor per influir al debat sobre polítiques en les Nacions Unides i en organismes regionals.
- El programa Noves Formes d'Acció Política treballa sobre les experiències d'innovació i experimentació de moviments socials, partits polítics progressistes i Governs de tot el món. Fomenta així mateix nous plantejaments i propostes sobre qüestions com democràcia participativa, organització política, govern urbà i democratització rural.
- El programa Justícia Mediambiental fa un seguiment de l'impacte negatiu del comerç de la contaminació sobre la justícia mediambiental, social i econòmica, i treballa per desenvolupar respostes dirigides per les comunitats afectades.
- El projecte Militarisme i Globalització analitza els canviants marcs mundials per a la intervenció militar i la propagació de noves infraestructures de seguretat. El seu treball actual se centra, entre altres coses, en la reorganització de la indústria de defensa i el paper de les bases militars estrangeres.
- El projecte Dret a l'aigua fomenta els models d'aigua públics i participatius com el mitjà més viable per aconseguir que l'aigua sigui un bé universal. Facilita a més la creació de noves xarxes regionals i globals per promoure la cooperació entre organismes públics en el sector de l'aigua. El TNI també publica un anuari dels serveis públics sobre l'impacte de les privatitzacions i les experiències de la reforma del sector públic a tot el món.

## Equip
El primer director de TNI va ser Eqbal Ahmad, seguit per Orlando Letelier. L'actual directora és Fiona Dove. Entre els actuals membres associats hi ha Susan George, Hilary Wainwright, Praful Bidwai, Walden Bello, John Cavanagh, Achin Vanaik, Boris Kagarlitsky, Phyllis Bennis i Jochen Hippler. Els membres senior de TNI són Saul Landau, Michael Schuman i Dan Smith. Entre els ex membres, hom pot destacar John Gittings i Fred Halliday.

## Enllaços exteros
- Web del Transnational Institute
- Galeria d'imatges del Transnational Institute a flickr.com.